# Lijst van gemeenten in het departement Ardèche
Hieronder volgt een lijst van de 339 gemeenten (communes) in het Franse departement Ardèche (departement 7).

## A
Accons
- Ailhon
- Aizac
- Ajoux
- Alba-la-Romaine
- Albon-d'Ardèche
- Alboussière
- Alissas
- Andance
- Annonay
- Antraigues-sur-Volane (opgegaan in Vallées-d'Antraigues-Asperjoc)
- Arcens
- Ardoix
- Arlebosc
- Arras-sur-Rhône
- Asperjoc (opgegaan in Vallées-d'Antraigues-Asperjoc)
- Les Assions
- Astet
- Aubenas
- Aubignas

## B
Baix
- Balazuc
- Banne
- Barnas
- Le Béage
- Beauchastel
- Beaulieu
- Beaumont
- Beauvène
- Berrias-et-Casteljau
- Berzème
- Bessas
- Bidon
- Boffres
- Bogy
- Borée
- Borne
- Bozas
- Boucieu-le-Roi
- Boulieu-lès-Annonay
- Bourg-Saint-Andéol
- Brossainc
- Burzet

## C
Cellier-du-Luc
- Chalencon
- Le Chambon
- Chambonas
- Champagne
- Champis
- Chandolas
- Chanéac
- Charmes-sur-Rhône
- Charnas
- Chassiers
- Châteaubourg
- Châteauneuf-de-Vernoux
- Chauzon
- Chazeaux
- Cheminas
- le Cheylard
- Chirols
- Chomérac
- Colombier-le-Cardinal
- Colombier-le-Jeune
- Colombier-le-Vieux
- Cornas
- Coucouron
- Coux
- Le Crestet
- Creysseilles
- Cros-de-Géorand
- Cruas

## D
Darbres
- Davézieux
- Désaignes
- Devesset
- Dompnac
- Dornas
- Dunière-sur-Eyrieux

## E
Eclassan
- Empurany
- Étables

## F
Fabras
- Faugères
- Félines
- Flaviac
- Fons
- Freyssenet

## G
Genestelle
- Gilhac-et-Bruzac
- Gilhoc-sur-Ormèze
- Gluiras
- Glun
- Gourdon
- Gras
- Gravières
- Grospierres
- Guilherand-Granges

## I
Intres (opgegaan in Saint-Julien-d'Intres)
- Issamoulenc
- Issanlas
- Issarlès

## J
Jaujac
- Jaunac
- Joannas
- Joyeuse
- Juvinas

## L
Labastide-sur-Bésorgues
- Labastide-de-Virac
- Labatie-d'Andaure
- Labeaume
- Labégude
- Lablachère
- Laboule
- Le Lac-d'Issarlès
- Lachamp-Raphaël
- Lachapelle-Graillouse
- Lachapelle-sous-Aubenas
- Lachapelle-sous-Chanéac
- Lafarre
- Lagorce
- Lalevade-d'Ardèche
- Lalouvesc
- Lamastre
- Lanarce
- Lanas
- Largentière
- Larnas
- Laurac-en-Vivarais
- Laval-d'Aurelle (gefuseerd tot Saint-Laurent-les-Bains-Laval-d'Aurelle)
- Laveyrune
- Lavillatte
- Lavilledieu
- Laviolle
- Lemps
- Lentillères
- Lespéron
- Limony
- Loubaresse
- Lussas
- Lyas

## M
Malarce-sur-la-Thines
- Malbosc
- Marcols-les-Eaux
- Mariac
- Mars
- Mauves
- Mayres
- Mazan-l'Abbaye
- Mercuer
- Meyras
- Meysse
- Mézilhac
- Mirabel
- Monestier
- Montpezat-sous-Bauzon
- Montréal
- Montselgues

## N
Nonières (opgegaan in Belsentes)
- Nozières

## O
Les Ollières-sur-Eyrieux
- Orgnac-l'Aven
- Ozon

## P
Pailharès
- Payzac
- Peaugres
- Péreyres
- Peyraud
- Le Plagnal
- Planzolles
- Plats
- Pont-de-Labeaume
- Pourchères
- Le Pouzin
- Prades
- Pradons
- Pranles
- Préaux
- Privas
- Prunet

## Q
Quintenas

## R
Ribes
- Rochecolombe
- Rochemaure
- Rochepaule
- Rocher
- Rochessauve
- La Rochette
- Rocles
- Roiffieux
- Rompon
- Rosières
- Le Roux
- Ruoms

## S
Sablières
- Sagnes-et-Goudoulet
- Saint-Agrève
- Saint-Alban-d'Ay
- Saint-Alban-en-Montagne
- Saint-Alban-Auriolles
- Saint-Andéol-de-Berg
- Saint-Andéol-de-Fourchades
- Saint-Andéol-de-Vals
- Saint-André-de-Cruzières
- Saint-André-en-Vivarais
- Saint-André-Lachamp
- Saint-Apollinaire-de-Rias
- Saint-Barthélemy-le-Meil
- Saint-Barthélemy-Grozon
- Saint-Barthélemy-le-Plain
- Saint-Basile
- Saint-Bauzile
- Saint-Christol
- Saint-Cierge-la-Serre
- Saint-Cierge-sous-le-Cheylard
- Saint-Cirgues-de-Prades
- Saint-Cirgues-en-Montagne
- Saint-Clair
- Saint-Clair
- Saint-Cyr
- Saint-Désirat
- Saint-Didier-sous-Aubenas
- Saint-Étienne-de-Boulogne
- Saint-Étienne-de-Fontbellon
- Saint-Étienne-de-Lugdarès
- Saint-Étienne-de-Serre
- Saint-Étienne-de-Valoux
- Sainte-Eulalie
- Saint-Félicien
- Saint-Fortunat-sur-Eyrieux
- Saint-Genest-de-Beauzon
- Saint-Genest-Lachamp
- Saint-Georges-les-Bains
- Saint-Germain
- Saint-Gineis-en-Coiron
- Saint-Jacques-d'Atticieux
- Saint-Jean-Chambre
- Saint-Jean-de-Muzols
- Saint-Jean-le-Centenier
- Saint-Jean-Roure
- Saint-Jeure-d'Andaure
- Saint-Jeure-d'Ay
- Saint-Joseph-des-Bancs
- Saint-Julien-Boutières (opgegaan in Saint-Julien-d'Intres)
- Saint-Julien-du-Gua
- Saint-Julien-du-Serre
- Saint-Julien-en-Saint-Alban
- Saint-Julien-Labrousse (opgegaan in Belsentes)
- Saint-Julien-le-Roux
- Saint-Julien-Vocance
- Saint-Just-d'Ardèche
- Saint-Lager-Bressac
- Saint-Laurent-du-Pape
- Saint-Laurent-les-Bains (gefuseerd tot Saint-Laurent-les-Bains-Laval-d'Aurelle)
- Saint-Laurent-sous-Coiron
- Saint-Marcel-d'Ardèche
- Saint-Marcel-lès-Annonay
- Sainte-Marguerite-Lafigère
- Saint-Martial
- Saint-Martin-d'Ardèche
- Saint-Martin-de-Valamas
- Saint-Martin-sur-Lavezon
- Saint-Maurice-d'Ardèche
- Saint-Maurice-d'Ibie
- Saint-Maurice-en-Chalencon
- Saint-Mélany
- Saint-Michel-d'Aurance
- Saint-Michel-de-Boulogne
- Saint-Michel-de-Chabrillanoux
- Saint-Montan
- Saint-Paul-le-Jeune
- Saint-Péray
- Saint-Pierre-de-Colombier
- Saint-Pierre-la-Roche
- Saint-Pierre-Saint-Jean
- Saint-Pierre-sur-Doux
- Saint-Pierreville
- Saint-Pons
- Saint-Priest
- Saint-Privat
- Saint-Prix
- Saint-Remèze
- Saint-Romain-d'Ay
- Saint-Romain-de-Lerps
- Saint-Sauveur-de-Cruzières
- Saint-Sauveur-de-Montagut
- Saint-Sernin
- Saint-Sylvestre
- Saint-Symphorien-sous-Chomérac
- Saint-Symphorien-de-Mahun
- Saint-Thomé
- Saint-Victor
- Saint-Vincent-de-Barrès
- Saint-Vincent-de-Durfort
- Salavas
- Les Salelles
- Sampzon
- Sanilhac
- Sarras
- Satillieu
- Savas
- Sceautres
- Sécheras
- Serrières
- Silhac
- La Souche
- Soyons

## T
Talencieux
- Tauriers
- Le Teil
- Thorrenc
- Thueyts
- Toulaud
- Tournon-sur-Rhône

## U
Ucel
- Usclades-et-Rieutord
- Uzer

## V
Vagnas
- Vallées-d'Antraigues-Asperjoc
- Valgorge
- Vallon-Pont-d'Arc
- Vals-les-Bains
- Valvignères
- Vanosc
- Les Vans
- Vaudevant
- Vernon
- Vernosc-lès-Annonay
- Vernoux-en-Vivarais
- Vesseaux
- Veyras
- Villeneuve-de-Berg
- Villevocance
- Vinezac
- Vinzieux
- Vion
- Viviers
- Vocance
- Vogüé
- La Voulte-sur-Rhône